# Pentapetes
- Commons
- Wikispecies

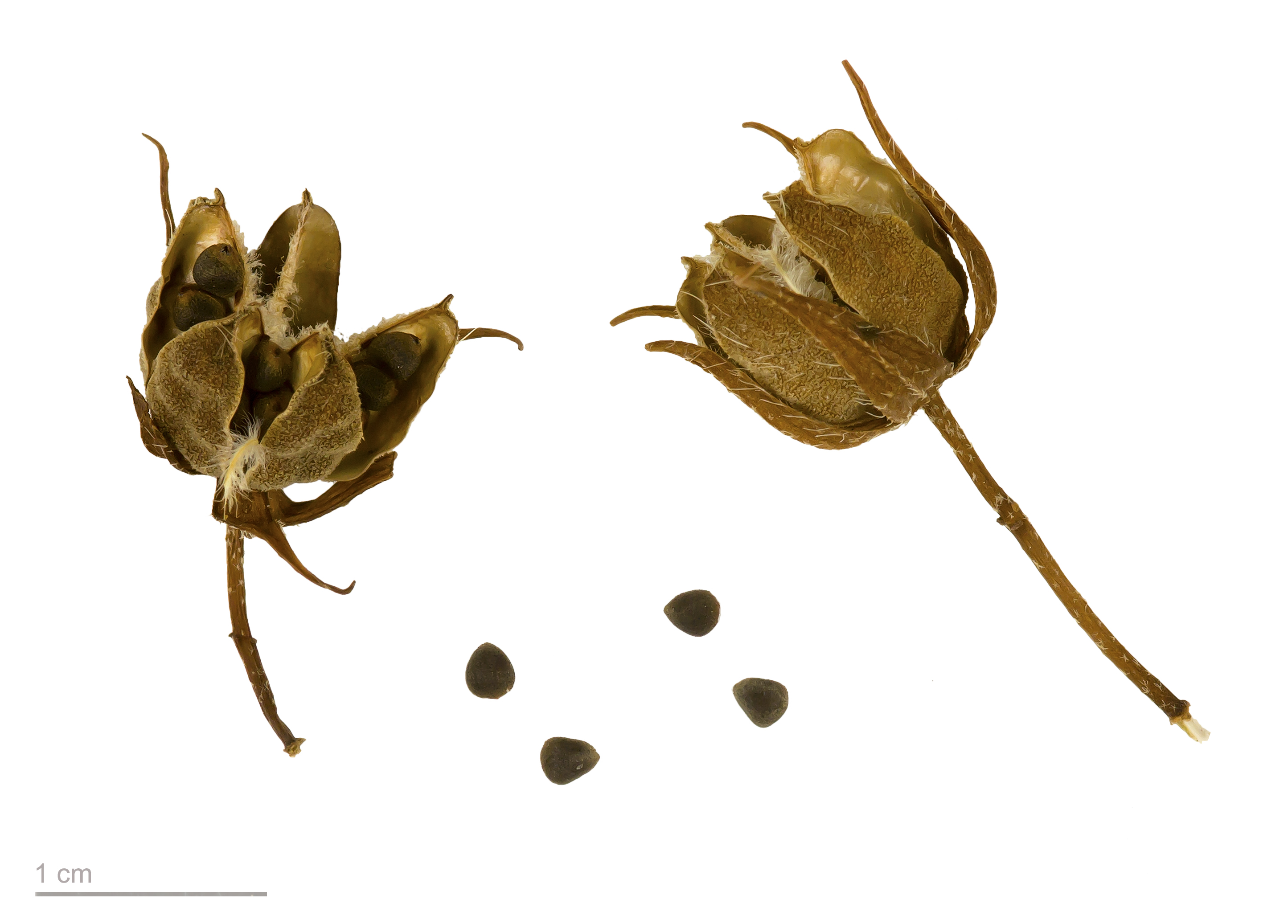
Pentapetes phoenicea - MHNT

Pentapetes L. é um género botânico pertencente à família Malvaceae.

## Espécies
- Pentapetes acerifolia L.
- Pentapetes phoenicea L.
- «Lista completa»

## Classificação do gênero
| Sistema | Classificação                        | Referência               |
| ------- | ------------------------------------ | ------------------------ |
| Linné   | Classe Monadelphia, ordem Polyandria | Species plantarum (1753) |